# Husiná
Husiná – wieś (obec) na Słowacji położona w kraju bańskobystrzyckim, w powiecie Rymawska Sobota. Pierwsze wzmianki o miejscowości pochodzą z roku 1322. 
Według danych z dnia 31 grudnia 2012, wieś zamieszkiwało 535 osób, w tym 280 kobiet i 255 mężczyzn.
W 2001 roku rozkład populacji względem narodowości i przynależności etnicznej wyglądał następująco:
- Słowacy – 15,77%
- Czesi – 1%
- Romowie – 4,19%
- Węgrzy – 77,64%

Ze względu na wyznawaną religię struktura mieszkańców kształtowała się w 2001 roku następująco:
- Katolicy rzymscy – 94,21%
- Ewangelicy – 1,6%
- Prawosławni – 0,2%
- Ateiści – 3,39%
- Nie podano – 0,4%